# Андроново (Гагаринский район)
Андроново — деревня в Гагаринском районе Смоленской области России. Входит в состав Акатовского сельского поселения. Население — 1 житель (2007 год). 
Расположена в северо-восточной части области в 17 км к северо-востоку от Гагарина, в 14 км севернее автодороги М1 «Беларусь», на берегу реки Москва. В 9 км южнее деревни расположена железнодорожная станция Батюшково на линии Москва — Минск. 

## История
В годы Великой Отечественной войны деревня была оккупирована гитлеровскими войсками в октябре 1941 года, освобождена в марте 1943 года.